# Maniola bipupillata
Maniola bipupillata är en fjärilsart som beskrevs av Pionneau 1937. Maniola bipupillata ingår i släktet Maniola och familjen praktfjärilar. Inga underarter finns listade i Catalogue of Life.